# Černohorsko
Černohorsko je svazek obcí v okresu Blansko, jeho sídlem je Černá Hora a jeho cílem je regionální rozvoj obecně. Sdružuje celkem 4 obce a byl založen v roce 2002.

## Obce sdružené v mikroregionu
- Bořitov
- Černá Hora
- Malá Lhota
- Žernovník